# 草堂街道
草堂街道，是中华人民共和国四川省成都市青羊区下辖的一个乡镇级行政单位。2019年12月，青羊区调整部分街道行政区划。将光华街道青华社区和清康社区二环路中心线以东、浣花社区二环路中心线以东行政区域划归草堂街道管辖。
调整后，草堂街道辖草堂路社区、送仙桥社区、芳邻路社区、青华社区和琴台路社区西郊河西岸以西、清康社区二环路中心线以东、浣花社区二环路中心线以东行政区域，草堂街道办事处驻百花潭路8号。

## 行政区划
草堂街道下辖以下地区：草堂路社区、送仙桥社区、芳邻路社区、青华社区、琴台路社区、清康社区和浣花社区。